# Tutto Musica
Tutto Musica o Tutto Musica e Spettacolo è stata una rivista italiana mensile dedicata al mondo della musica. Nata nel 1977 e chiusa con la pubblicazione dell'ultimo numero nel dicembre 2004, faceva capo al gruppo editoriale Arnoldo Mondadori Editore.

## Storia
Nata inizialmente da una costola del settimanale TV Sorrisi e Canzoni, ben presto assunse un ruolo di guida ai gusti dei giovani. Infatti la rivista oltre a parlare di musica in generale, ospitava rubriche di cinema, moda giovanile, tendenze, sport e motori, e varie inchieste.
Ma molti furono i cambiamenti all'interno della rivista nei decenni di pubblicazione. Il primo avvenne nel 1990 con il cambio di grafica all'interno e con il cambio di grafica in copertina: rimase solo la scritta "Tutto Musica e Spettacolo", senza sottotitoli. Da questo momento la rivista prende sempre più indipendenza dal settimanale TV Sorrisi e Canzoni.
Il "Tutto" come viene chiamato famigliarmente, comincia un'evoluzione nei contenuti che pian piano diverranno sempre più musicali, anche se rimarranno ancora fino alla metà degli anni 90, rubriche di cinema, sport e moda giovanile.
Il più importante cambiamento avviene però nel marzo 1996, con il definitivo cambio di logo (compare solo la scritta Tutto Musica) e di grafica e la conseguente indipendenza totale dal settimanale TV Sorrisi e Canzoni.
Da quell'anno in poi i contenuti saranno solo musicali, con apertura anche ad artisti indipendenti oltre a quelli mainstream e a vari tipi di musica, non solo quella più commerciale.
Compaiono inoltre le recensioni dei dischi ad opera dei vari giornalisti della redazione ed anche da collaboratori esterni alla rivista.
Dal gennaio 1997 questo cambiamento è ancora più marcato.
Rimangono comunque nelle 4 pagine centrali, i testi e le traduzioni della canzoni. Questo è sempre stato un tratto distintivo della rivista.
Nei primi mesi del 1998 la rivista ha una diffusione di oltre 200 000 copie, divenendo uno dei mensili musicali più venduti e letti in Italia.
Un altro cambiamento avviene nell'agosto 2001: ci fu un cambio del formato della rivista e del logo della copertina.
In seguito però la rivista diminuisce le vendite sino a raggiungere meno di 100 000 copie vendute, per questo motivo l'editore decise di cessare la pubblicazione.

### Direttori
- Gigi Vesigna, 1977 - dicembre 1980 (anche direttore editoriale)
- Gherardo Gentili, gennaio 1981 - dicembre 1988
- Pietro Giorgianni, gennaio/agosto 1989
- Luciano Di Pietro, settembre 1989 - settembre 1994
- Roberto Briglia, ottobre 1994 - dicembre 1996 (anche direttore editoriale). Laura Gnocchi, marzo 1996 - dicembre 1996 (vice direttore)
- Laura Gnocchi, gennaio 1997 - settembre 1998
- Paola Jacobbi, ottobre 1998 - maggio 2001
- Pierluigi Ronchetti, giugno 2001 - dicembre 2001 (anche direttore editoriale). Patrizia Ricci, giugno 2001 - dicembre 2001 (vice direttore)
- Patrizia Ricci, gennaio 2002 - dicembre 2004

### Caporedattori
- Fausto Pirito, gennaio 1982 - aprile 1984
- Peppo Del Conte, maggio 1984 - gennaio 2001
- Cinzia Felicetti, giugno 2001 - dicembre 2001
- Fausto Pirito, gennaio 2002 - febbraio 2002
- Luca Valtorta, marzo 2002 - dicembre 2004